# Arthur (football, 2003)
Pour les articles homonymes, voir Arthur.
Arthur Augusto de Matos Soares, plus simplement connu sous le nom de Arthur, né le 17 mars 2003 à Belo Horizonte, est un footballeur international brésilien qui joue au poste d'arrière droit au Bayer Leverkusen.

## Biographie

### Carrière en club
Né à Belo Horizonte au Brésil, Arthur est formé par l'América Mineiro, d'où il est prêté au Flamengo, qui n'active néanmoins pas son option d'achat en 2021. Il commence ainsi sa carrière professionnelle avec le club de sa ville natale.
Il joue son premier match avec l'équipe première du club le 26 janvier 2022, titularisé lors d'une défaite 1-2 en Campeonato Mineiro contre le Caldense.

### Carrière en sélection
En juin 2022, Arthur est convoqué pour la première fois avec l'équipe du Brésil des moins de 20 ans, pour un tournoi amical. Il prend part au match contre l'Ouzbékistan,.
Le 8 décembre 2022, il est convoqué par Ramon Menezes pour le Championnat d'Amérique du Sud des moins de 20 ans qui a lieu début 2023,.
Le Brésil remporte le championnat pour la première fois en 12 ans, après avoir battu l'Uruguay, son dauphin, lors de la dernière journée,.

## Palmarès

### En club
Bayer Leverkusen
- Bundesliga :
  - Champion en 2024
  - Vice-champion en 2025

### En sélection
- Brésil
- Championnat d'Amérique du Sud
  - Champion en 2023